# Rubalcaba
Rubalcaba es un pueblo de Cantabria (España) perteneciente al municipio de Liérganes, y apellido procedente del mismo. Rubalcaba dista dos kilómetros de Liérganes y en 2008 tenía censados 156 habitantes. Dispone de un conjunto arquitectónico barroco de interés en el que es enmarcable la casa de Miera-Rubalcaba. En la muralla de esta finca se encuentra el crucero conocido como la Cruz de Rubalcaba, construido en 1712 y declarado Bien de Interés Cultural en 1994.
Posee también la iglesia de Santa María de la Blanca.
Rubalcaba era el pueblo de referencia de los habitantes de las Cabeceras de Liérganes, paraje marginal de población dispersa situado en los altos próximos a Peña Pelada, que marca el límite aguas abajo del encajonado valle alto del río Miera.